# Will Patton
William Rankin Patton, detto Will (Charleston, 14 giugno 1954), è un attore statunitense.

## Biografia
Figlio maggiore di un ministro luterano, studia recitazione alla North Carolina School of the Arts e in seguito all'Actors Studio. Nella sua carriera ha vinto due Obie Awards come miglior attore per la commedia di Sam Shepard Fool for love e ha ricevuto una nomination per un Saturn Award per la sua interpretazione ne L'uomo del giorno dopo.
Ad inizio carriera ha preso parte ai film Silkwood, Cercasi Susan disperatamente e Fuori orario, negli anni seguenti è apparso in film come Innocenza infranta, Armageddon - Giudizio finale, Triplo gioco, Fuori in 60 secondi, The Punisher, Il cliente, Entrapment, Il sapore della vittoria - Uniti si vince e Sergente Rex.

## Filmografia parziale

### Cinema
- Silkwood, regia di Mike Nichols (1983)
- Chinese Boxes, regia di Christopher Petit (1984)
- The Beniker Gang, regia di Ken Kwapis (1985)
- Cercasi Susan disperatamente (Desperately Seeking Susan), regia di Susan Seidelman (1985)
- Fuori orario (After Hours), regia di Martin Scorsese (1985)
- Belizaire the Cajun, regia di Glen Pitre (1986)
- Tutti colpevoli (A Gathering of Old Men), regia di Volker Schlöndorff (1987)
- Senza via di scampo (No Way Out), regia di Roger Donaldson (1987)
- All'improvviso, un maledetto amore (Wildfire), regia di Zalman King (1988)
- Alla ricerca dell'assassino (Everybody Wins), regia di Karel Reisz (1990)
- Come fare carriera... molto disonestamente (A Shock to the System), regia di Jan Egleson (1990)
- Sacrificio fatale (The Rapture), regia di Michael Tolkin (1991)
- In the Soup - Un mare di guai (In the Soup), regia di Alexandre Rockwell (1992)
- Triplo gioco (Romeo Is Bleeding), regia di Peter Medak (1993)
- Sentenza pericolosa (Judicial Consent), regia di William Bindley (1994)
- Per cause naturali (Natural Causes), regia di James Becket (1994)
- Il cliente (The Client), regia di Joel Schumacher (1994)
- Il terrore dalla sesta luna (The Puppet Masters), regia di Stuart Orme (1994)
- Copycat - Omicidi in serie (Copycat), regia di Jon Amiel (1995)
- La ragazza di Spitfire Grill (The Spitfire Grill), regia di Lee David Zlotoff (1996)
- Inseguiti (Fled), regia di Kevin Hooks (1996)
- L'uomo del giorno dopo (The Postman), regia di Kevin Costner (1997)
- Innocenza infranta (Inventing the Abbotts), regia di Pat O'Connor (1997)
- Armageddon - Giudizio finale (Armageddon), regia di Michael Bay (1998)
- La colazione dei campioni (Breakfast of Champions), regia di Alan Rudolph (1999)
- Entrapment, regia di Jon Amiel (1999)
- Fuori in 60 secondi (Gone in Sixty Seconds), regia di Dominic Sena (2000)
- Il sapore della vittoria - Uniti si vince (Remember the Titans), regia di Boaz Yakin (2001)
- The Mothman Prophecies - Voci dall'ombra (The Mothman Prophecies), regia di Mark Pellington (2002)
- The Punisher, regia di Jonathan Hensleigh (2004)
- Nome in codice: Cleaner (Code Name: The Cleaner), regia di Les Mayfield (2007)
- A Mighty Heart - Un cuore grande (A Mighty Heart), regia di Michael Winterbottom (2007)
- L'amore impossibile di Fisher Willow (The Loss of a Teardrop Diamond), regia di Jodie Markell (2008)
- Il quarto tipo (The Fourth Kind), regia di Olatunde Osunsanmi (2009)
- Brooklyn's Finest, regia di Antoine Fuqua (2009)
- The Canyon, regia di Richard Harrah (2009)
- The November Man, regia di Roger Donaldson (2014)
- Sergente Rex (Megan Leavey), regia di Gabriela Cowperthwaite (2017)
- Halloween, regia di David Gordon Green (2018)
- Viaggio con papà - Istruzioni per l'uso (An Actor Prepares), regia di Steve Clark (2018)
- Minari, regia di Lee Isaac Chung (2020)
- La notte del giudizio per sempre (The Forever Purge), regia di Everardo Gout (2021)
- Halloween Kills, regia di David Gordon Green (2021)
- Halloween Ends, regia di David Gordon Green (2022)
- Janet Planet, regia di Annie Baker (2023)
- Horizon: An American Saga - Capitolo 1 (Horizon: An American Saga - Chapter 1), regia di Kevin Costner (2024)

### Televisione
- Un giustiziere a New York (The Equalizer) – serie TV, episodio 1x05 (1985)
- Errore fatale (Deadly Desire), regia di Charles Correll – film TV (1991)
- Un grido nel buio (In the Deep Woods) – film TV (1992)
- Sfida infuocata (Taking the Heat), regia di Tom Mankiewicz (1993)
- The Agency – serie TV, 45 episodi (2001-2003)
- Peccati di famiglia (Family Sins), regia di Graeme Clifford – film TV (2004)
- The Last Ride, regia di Guy Norman Bee – film TV (2004)
- Numb3rs – serie TV, 4 episodi (2006-2007)
- 24 – serie TV, 5 episodi (2009)
- CSI - Scena del crimine (CSI: Crime Scene Investigation) – serie TV, episodio 10x14 (2010)
- Falling Skies – serie TV, 52 episodi (2011-2015)
- Swamp Thing – serie TV, 10 episodi (2019)
- Yellowstone – serie TV, 10 episodi (2020-2022)
- Outer Range – serie TV, 8 episodi (2022)
- Silo – serie TV, 4 episodi (2023)

## Doppiatori italiani
Nelle versioni in italiano delle opere in cui ha recitato, Will Patton è stato doppiato da: 
- Luca Biagini in Inseguiti, Copycat - Omicidi in serie, The Mothman Prophecies - Voci dall'ombra, A Mighty Heart - Un cuore grande, Falling Skies, Swamp Thing, La notte del giudizio per sempre
- Marco Mete in Il cliente, Entrapment, In the Soup - Un mare di guai, Il sapore della vittoria - Uniti si vince
- Massimo Lodolo in Fuori orario, Alla ricerca dell'assassino, Nome in codice: Cleaner, CSI - Scena del crimine
- Fabrizio Pucci in Sacrificio fatale, Halloween, Halloween Kills, Halloween Ends
- Stefano De Sando ne Il quarto tipo, Numb3rs, Brooklyn's Finest
- Mino Caprio in Senza via di scampo, The Good Wife
- Carlo Cosolo in Per cause naturali, Il terrore dalla sesta luna
- Pierluigi Astore in The Agency, L'amore impossibile di Fisher Willow
- Sergio Di Stefano in Un grido nel buio, The Punisher
- Fabrizio Temperini in All'improvviso, un maledetto amore
- Rodolfo Bianchi in Fuori in 60 secondi
- Ambrogio Colombo in Minari
- Antonio Sanna in L'uomo del giorno dopo
- Dario Penne in Innocenza infranta
- Enzo Avolio in La colazione dei campioni
- Francesco Prando in Sentenza pericolosa
- Paolo Buglioni in 24
- Roberto Stocchi in Armageddon - Giudizio finale
- Oliviero Dinelli in Triplo gioco
- Sandro Acerbo in Peccati di famiglia
- Cesare Rasini in Sergente Rex
- Sergio Lucchetti in Yellowstone
- Stefano Benassi ne La ragazza di Spitfire Grill
- Gianni Quillico in Outer Range
- Luciano Roffi in Horizon: An American Saga - Capitolo 1